# Ludovico Scarfiotti
Ludovico Scarfiotti (Turín, Italia, 18 de octubre de 1933 - 8 de junio de 1968) fue un piloto de automovilismo italiano que compitió en velocidad y montaña. Su padre, del mismo nombre, fue el primer presidente del fabricante de automóviles Fiat, y uno de sus tíos era Gianni Agnelli.
Scarfiotti disputó 12 carreras del Campeonato Mundial de Fórmula 1 entre 1963 y 1968, obteniendo la victoria en el Gran Premio de Italia de 1966 con Ferrari y dos cuartos puestos en el Gran Premio de España de 1968 y el Gran Premio de Mónaco de 1968 con Cooper. Sus mejores resultados de campeonato fueron décimo en 1966 y 16º en 1963 y 1968.
Scarfiotti también fue piloto oficial de Ferrari en el Campeonato Mundial de Resistencia. Ganó las 24 Horas de Le Mans de 1963, las 12 Horas de Sebring de 1963, los 1000 km de Nürburgring de 1964 y 1965, y los 1000 km de Spa-Francorchamps de 1966. Además, obtuvo segundos puestos en las 24 Horas de Daytona de 1967, la Targa Florio 1963, y los 1000 km de Monza de 1965.
En cuanto a su actividad en carreras de montaña, Scarfiotti obtuvo el Campeonato de Europa de Montaña de 1962 y 1965 en la clase de prototipos, también con Ferrari. En 1968 pasó a competir para Porsche. El piloto murió a la edad de 34 años en una carrera en la Roßfeldhöhenringstraße en 1968, al despistarse con su Porsche, caer por un barranco y salir despedido del automóvil.

## Resultados

### Fórmula 1
(Clave) (negrita indica pole position) (cursiva indica vuelta rápida)

| Año  | Escudería             | 1       | 2      | 3     | 4       | 5   | 6       | 7     | 8     | 9       | 10      | 11  | 12  | Pos. | Puntos |
| ---- | --------------------- | ------- | ------ | ----- | ------- | --- | ------- | ----- | ----- | ------- | ------- | --- | --- | ---- | ------ |
| 1963 | Scuderia Ferrari      | MON     | BEL WD | NED 6 | FRA DNS | GBR | GER     | ITA   | USA   | MEX     | RSA     |     |     | 16º  | 1      |
| 1964 | Scuderia Ferrari      | MON     | NED    | BEL   | FRA     | GBR | GER     | AUT   | ITA 9 | USA     | MEX     |     |     | NC   | 0      |
| 1965 | Scuderia Ferrari      | RSA     | MON    | BEL   | FRA     | GBR | NED     | GER   | ITA   | USA     | MEX DNS |     |     | NC   | 0      |
| 1966 | Scuderia Ferrari      | MON     | BEL    | FRA   | GBR     | NED | GER Ret | ITA 1 | USA   | MEX     |         |     |     | 10º  | 9      |
| 1967 | Scuderia Ferrari      | RSA     | MON    | NED 6 | BEL NC  | FRA | GBR     | GER   | CAN   |         |         |     |     | 21º  | 1      |
| 1967 | Anglo American Racers |         |        |       |         |     |         |       |       | ITA Ret | USA     | MEX |     | 21º  | 1      |
| 1968 | Cooper Car Company    | RSA Ret | ESP 4  | MON 4 | BEL     | NED | FRA     | GBR   | GER   | ITA     | CAN     | USA | MEX | 16º  | 6      |